# التقسيمات الإدارية في اليونان
بعد تنفيذ خطة كاليكراتيس (Kallikratis Plan) في 1 يناير 2011، تتكون الأقسام الإدارية في اليونان من مستويين رئيسيين: الأقاليم والبلديات. بالإضافة إلى ذلك، يوجد عدد من الإدارات اللامركزية (Decentralized administrations of Greece) التي تشرف على المناطق كجزء من وزارة الداخلية، ولكنها ليست كيانات تابعة للحكومة المحلية. وقد ألغيت المقاطعات القديمة وانقسمت أو تحولت إلى وحدات إقليمية في عام 2011. وتنقسم المناطق الإدارية إلى وحدات إقليمية تنقسم إلى بلديات أخرى.الجماعة الرهبانية الأرثوذكسية الشرقية على جبل آثوس هي كيان مستقل ذاتي الحكم..